# Mitsuhashi Susumu
Mitsuhashi Susumu (em japonês:  三橋 進; Chiba, 26 de outubro de 1917 – 1 de setembro de 1997) foi um microbiologista e bioquímico japonês. É conhecido por suas pesquisas sobre resistência antibiótica de bactérias e sua capacidade de transferências através de troca genética (plasmídeos).
Foi professor da Faculdade de Medicina da Universidade de Gunma em Maebashi.
Descobriu em 1960 independente de Tsotumu Watanabe a resistência transmissível a vários antibióticos em bactérias (em Salmonella com bacteriófagos e posteriormente em Escherichia coli). No Japão a resistência múltipla a antibióticos foi observada em Shigellas no início da década de 1950 e a transmissão de E. coli foi suspeitada e demonstrada (Akiba et al., 1960, Ochiai et al., 1959). Os fatores transmitidos foram denominados por Mitsuhashi fatores resistentes ou fatores R, um nome agora obsoleto após sua identificação com plasmídeos.
Recebeu o Prêmio Paul Ehrlich e Ludwig Darmstaedter de 1981.

## Obras
- Ed. Transferable drug resistance factor R, Tokyo University Press 1971
- Ed. com Hajime Hashimoto: Microbiological drug resistance, 2 Bände, Baltimore, University Park Press 1975, 1979
- Ed. Aminoglycoside Antibiotics, Baltimore, University Park Press 1975
- Ed. Macrolide antibiotics and lincomycin, Baltimore, University Park Press 1971
- Ed. R factor. Drug resistance plasmide, Baltimore, University Park Press 1977
- Ed. Beta-lactam antibiotics, Japan Scientific Societies Press 1981
- Ed. com Ladislav Rosival, V. Krčméry Antibiotic resistance: transposition and other elements, Avicenium 1980
- Ed. com Ladislav Rosival, V. Krčméry Plasmids. Medical and theoretical aspects, Avicenium 1977